# Glückstadt (Allemagne)
Pour les articles homonymes, voir Glückstadt.
Glückstadt est une ville d'Allemagne dans le Schleswig-Holstein sur la rive de l'Elbe, à 45 km au nord-ouest d'Altona.

## Histoire

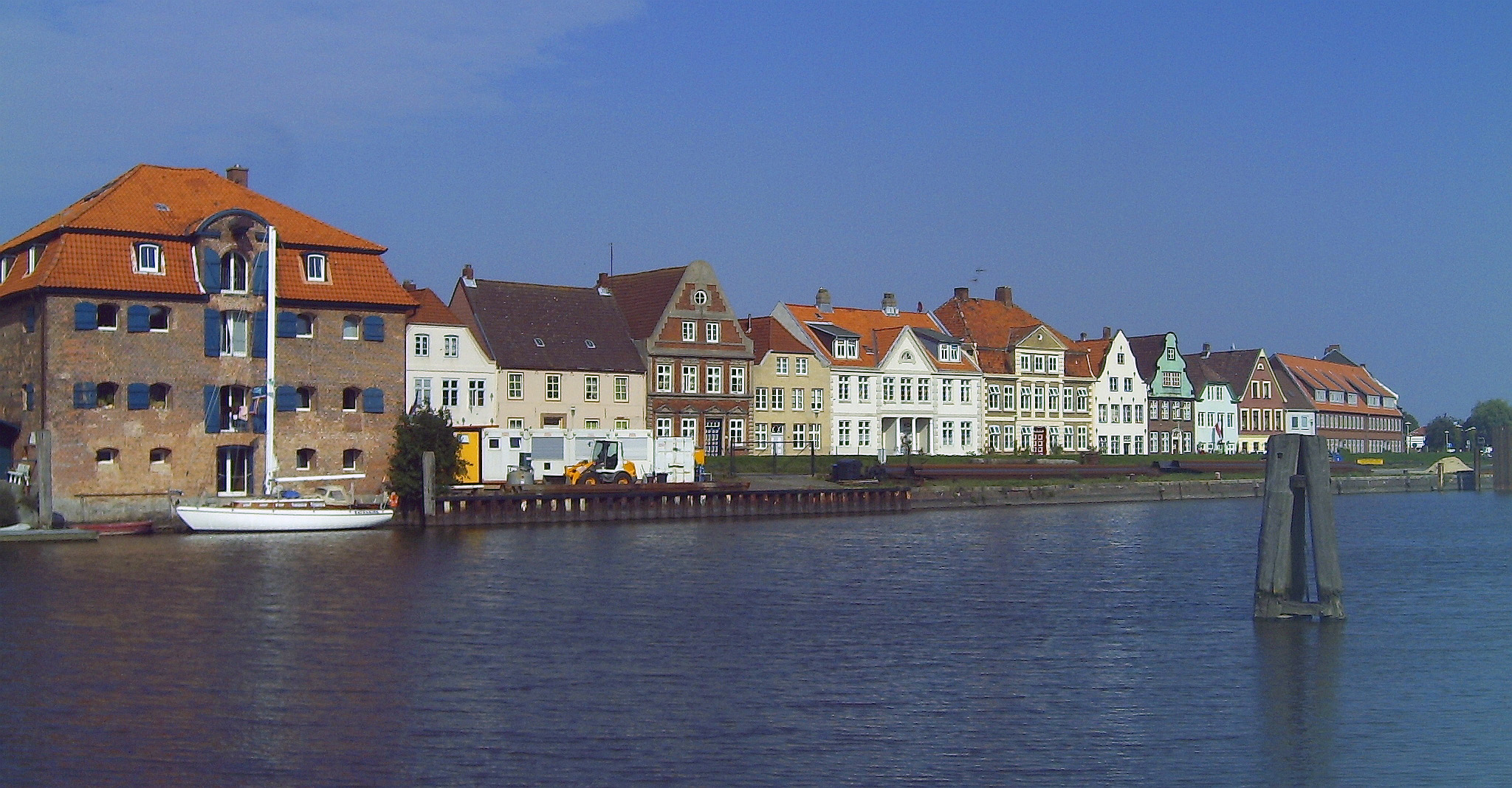
Rangée de maisons dans le port intérieur.

Glückstadt a été fondée par Christian IV de Danemark en 1617 et fortifiée en 1620. Elle est devenue immédiatement un important centre commercial, en compétition avec Hambourg, située également sur l'Elbe.
Dès les années 1640, des bateaux isolés partaient de Gluckstadt, dans l'estuaire de l'Elbe, dans le Brandebourg, dans la partie de la région du port de Hambourg sous domination danoise. Ces navires partaient pour la Côte de l'Or (en Guinée), grâce à des licences délivrées par le roi de Danemark, avec des marchands hambourgeois comme actionnaires et co-armateurs, mais aussi des bailleurs de fonds d'Amsterdam. Parmi eux, le dernier partir en décembre 1649.

## Personnalités liées à la ville
- Ludvig Manthey (1769-1842), pharmacien danois, y est né.
- August Friedrich Schenck, artiste, peintre de l'Ecole d'Écouen.